# Goldlachs
Der Goldlachs (Argentina silus, Großauge) ist ein Fisch aus dem nördlichen Atlantik. Sein Verbreitungsgebiet reicht von der Küste Norwegens und Svalbards über den Skagerrak, die nördlichen, tieferen Teile der Nordsee, die Westküsten Irlands und Schottlands und den Wyville-Thomson-Rücken nach Island, über die Dänemarkstraße zur Südküste Grönlands und über die Davisstraße bis an die Küsten von Labrador, Neufundland und zur Georges Bank. Im 19. Jahrhundert wurde Argentina in der Literatur lange als „Butyrinus“ geführt.

## Merkmale
Mit einer Länge von maximal 70 Zentimetern ist der Goldlachs der größte Vertreter der Goldlachsartigen (Argentiniformes). Diese Größe erreichen die langlebigen und langsamwüchsigen Fische – sie können 35 Jahre alt werden – aber erst in hohem Alter. Exemplare mit einer Länge von einem halben Meter sind über 20 Jahre alt. Ihr Körper ist schlank. Der Augendurchmesser ist größer als die Schnauzenlänge. Die Rückenflosse beginnt über dem Ende der Brustflossen. Entlang des Seitenlinienorgans finden sich 65 bis 70 Schuppen. Die Schwimmblase ist lang und silbrig.
Flossenformel: Dorsale 11–13, Anale 11–17.

## Lebensweise
Der Goldlachs ist ein Schwarmfisch, der sich vor allem in der Nähe des Meeresbodens in Tiefen von 150 bis 250, maximal bis 1400 Metern aufhält.
Er bevorzugt eine Wassertemperatur von 7 bis 10 °C. Die Schwärme ordnen sich nach der Größe der Fische, die größten stehen am weitesten unten. Goldlachse fressen pelagische Wirbellose, wie Krill, Flohkrebse, Pfeilwürmer, Rippenquallen, kleine Kopffüßer, aber auch kleine Fische. Sie vermehren sich das ganze Jahr über, vor allem aber von März bis Mai. Eier und Jungfische sind pelagisch und in Tiefen von 400 bis 500 Metern anzutreffen. In der Nordsee und im Skagerrak werden sie erst mit fünf bis sieben Jahren und einer Länge von 30 Zentimetern geschlechtsreif.

## Nutzung
Goldlachse werden kommerziell befischt und zu Fischfilet oder Fischmehl verarbeitet. Wie Stinte haben frisch gefangene Exemplare einen gurkenähnlichen Geruch.